# Євса Андрій Іванович
Євса Андрій Іванович (нар. 1 січня 1927, с. Іваниця, Ічнянський район, Чернігівська область — пом. 8 липня 2015) — український письменник, перекладач, журналіст. Член Національної спілки письменників України (з 1993), Національної спілки журналістів України

## Життєпис
Народився у сім'ї колгоспників. Закінчив семирічну школу, працював у колгоспі. Брав участь у Другій світовій війні.
1955 року здобув вищу освіту в Одеському державному педагогічному інституті іноземних мов, працював учителем англійської та німецької мов на Херсонщині у школах, середніх спеціальних навчальних закладах, перекладачем. Працював перекладачем у закордонних відрядженнях. Згодом переїхав до Одеси.
Уперше переклад Андрія Євси був опублікований 1961 року — оповідання Вернера Ліндеманна «Миска абрикосів». Перекладав твори таких авторів: Річард Бах, Рей Бредбері, Е. Берклі, А. Бірс, П. Вудгауз, Д. Гарднер, Д. Гендзі, С. Еллін, І. Квін, Стівен Кінг, Агата Крісті, С. Лікок, В. Марч, Д. Мортон, Е. Сігел, Д. Тербер, Е. Тоффлер та ін.
Помер 8 липня 2015 року.

## Нагороди і премії
- Премія імені Пантелеймона Куліша
- Премія імені Степана Олійника (2013)[1]
- Премія імені Олекси Стороженка
- Лауреат 14-го загальнонаціонального конкурсу «Українська мова — мова єднання» (2013)[2]